# Dark Reign: The Future of War
Dark Reign: The Future of War est un jeu de stratégie en temps réel développé par Auran et publié par Activision le 31 août 1997. Basé sur le même principe que Command and Conquer, le jeu reçoit un accueil positif des critiques pour les innovations qu’il apporte au système de jeu et à l’interface mais aussi pour son scénario. Son succès est néanmoins éclipsé par la sortie de Total Annihilation le 30 septembre 1997 puis par la sortie de StarCraft en 1998.

## Trame
Dark Reign prend place dans un univers de science-fiction créé par Auran. Dans ce monde, la surpopulation de la terre au début du XXIVe siècle a poussé les habitants de la Terre à coloniser l’espace pour s’approprier de nouvelles ressources. Les colons subissent néanmoins le joug de l’Empire terrien et leurs descendants finissent par se révolter et par créer une faction luttant contre l’Empire : les Gardiens de la Liberté. Au début du XXVIIe siècle, les militaires sont cependant sur le point d’écraser la rébellion et de prendre définitivement le pouvoir. Le joueur incarne un survivant de la fondation Tograns dont les membres ont été décimés à la suite de la guerre entre les Gardiens de la Liberté et l’Empire. Pour sauver Alpheus Togra, le chercheur et philosophe à l’origine de la création des Tograns, le joueur se voit offrir la possibilité de remonter le temps pour infléchir sur le cours de l’histoire. Pour cela, le joueur doit d’abord démontrer sa valeur en remportant la victoire dans différentes simulations des conflits ayant opposé l’Empire aux Gardiens de la Liberté. Le joueur est ensuite envoyé dans le passé pour combattre ces deux factions et ainsi sauver Alpheus Togra.

## Système de jeu
Dark Reign est un jeu de stratégie en temps réel (STR) basé sur le même principe que Command and Conquer ou Warcraft II, : Le joueur doit collecter des ressources lui permettant développer sa base et de créer une armée capable de défaire l’armée adverse et de détruire sa base. Le système de jeu de Dark Reign se distingue néanmoins de celui de ses prédécesseurs grâce à l’amélioration de son interface qui permet entre autres de donner des ordres  très précis aux unités et de paramétrer leur intelligence artificielle mais aussi par une plus grande prise en compte du terrain et par l’introduction d’unités inédites comme celles capable de s’enterrer ou de se camoufler,.

### Économie
La principale ressource du jeu est l’eau, qui est extraites de nappes phréatiques par des véhicules cargo puis qui transite par une base d’expédition avant d’être vendue pour obtenir les crédits nécessaire à la construction des bâtiments, à la production des unités et à leur réparation. Plusieurs nappes phréatiques sont généralement présentes sur les champs de bataille. Pour accélérer l’extraction de l’eau, et donc augmenter ses revenus, le joueur peut accroitre le nombre de véhicule cargo affecté aux nappes phréatiques. Affecter plus de trois cargos par nappe est cependant inefficace. Il peut également construire des bases d’expédition d’eau au plus près de chaque source. Les nappes phréatiques sont inépuisables mais elles peuvent être rendues inutilisable en les empoisonnant à l’aide d’un véhicule spécifique qui est lent, faiblement blindé et très cher. Outre l’eau, les véhicules cargo peuvent également collecter du taelon, un combustible pour les centrales énergétique qui alimentent les différents bâtiments. Les gisements de taelon fonctionnent comme les nappes phréatiques, le combustible est stocké dans les centrales et plus les réserves sont importantes, plus leur rendement est optimisé. 
En fonction du scénario, le joueur dispose dès le départ ou doit au contraire choisir un emplacement ou s’installer, de préférence près d’une nappe phréatique. Pour optimiser ses revenus, il peut ensuite choisir de construire de nouvelles bases près d’autres points d’eau ou gisements. Chaque faction dispose d’une quinzaine de bâtiments différents, qui fonctionne globalement de la même manière et qui incluent notamment le quartier général, les usines de montages et les centre de réparation et d’armement. Certains d’entre eux peuvent être améliorés pour débloquer de nouvelles fonctionnalités ou de nouvelles unités. Un bâtiment ne peut généralement être amélioré qu’une fois, sauf le quartier général qui peut l’être deux fois. Outre les bâtiments génériques, chaque camp possède un bâtiment spécifique qui permet d’obtenir une technologie particulière. Grâce à un centre de phasage, les unités des Gardiens de la liberté peuvent ainsi obtenir la capacité de se camoufler sous terre alors que l’Empire dispose d’un créateur de faille qui permet d’engloutir les unités adverse dans le néant. En plus des bâtiments de leurs bases respectives, les deux camps peuvent également construire des ponts pour traverser les étendues d’eau.

### Unités
Quarante unités différentes sont disponibles dans le jeu. Cinq d’entre elles sont communes aux deux factions : les cargos, les cargos aéroglisseurs, les empoisonneurs, les plateformes de constructions et les infiltreurs. Les autres sont spécifiques à une faction, avec une vingtaine d’unités différentes du côté des Gardiens de la liberté et une quinzaine pour l’Empire. Les Gardiens de la liberté s’appuient globalement sur des unités plus mobiles, plus légères et plus furtives que l’Empire et favorisent donc les embuscades et les tactiques de harcèlement. Ils disposent également de médecins et de mécanicien qui peuvent accompagner le reste des troupes, et ainsi soigner les hommes ou réparer les véhicules même en pleine combat, contrairement à l’Empire qui doit pour cela envoyer ses troupes dans un hôpital ou dans un centre de réparation. Ils peuvent enfin s’appuyer sur les saboteurs, qui peuvent détruire à moitié un bâtiment adverse et ainsi en faciliter la destruction totale avant une attaque plus conventionnelle. De son côté, l’Empire s’appuie principalement sur de puissantes unités blindés dont l’efficacité est optimale lors de grandes offensives. Ils disposent également d’unités spécialement destinées à la lutte contre les unités rebelles comme la déchiqueteuse, particulièrement efficace contre l’infanterie, ou le preneur d’otage qui transforme un fantassin en kamikaze. Chaque faction dispose enfin d’une unité particulièrement puissante avec un blindé capable de déclencher des tremblements de terre côté Gardiens et une forteresse volante du côté de l’Empire. Les différentes unités sont classées en quatre catégories : l’infanterie, les véhicules, les aéroglisseurs et les unités volantes. La nature du terrain influence les déplacements des différents types d’unité. Contrairement aux aéroglisseurs et aux unités volantes, l’infanterie et les véhicules ne peuvent pas traverser les étendues d’eau, et seul l’infanterie et les unités volantes peuvent franchir les terrains abruptes. Le terrain influence également les trajectoires des tirs. Le relief peut en effet bloquer un tir, ou au contraire offrir une plus grande portée à une unité en surplomb.

### Interface
L’interface graphique de Dark Reign se distingue de celle d’autres jeux de stratégie en temps réel par l’introduction de nouvelles fonctionnalités permettant de donner des ordres plus précis aux unités et de paramétrer leur intelligence artificielle,. Pour les déplacements, le joueur peut ainsi ordonner à ses unités, une fois ces dernières sélectionnées, d’effectuer un aller simple, une patrouille ou une boucle. Il peut de plus baliser le chemin en définissant un nombre illimité de points de passages et, une fois le chemin balisé, il peut l’attribuer à d’autres unités que celles initialement sélectionnées. Outre des ordres de déplacement complexe, le joueur peut également affecter différentes attitudes à ses unités. Il peut ainsi leur ordonner d’effectuer une reconnaissance sans engager l’ennemi, de lancer une attaque éclair puis de se retirer ou de rechercher et de détruire toutes les unités ennemies. Il peut également nuancer les ordres donné à une unité en définissant le rayon de la zone au-delà de laquelle cette dernière doit cesser de poursuivre un adversaire, en lui affectant une tolérance aux dommages subis qui détermine quand elle doit rompre le combat et en lui attribuant niveau d’indépendance. Le joueur peut enfin réduire la vitesse de déroulement du jeu jusqu’à zéro, ce qui lui permet de donner simultanément autant d’ordres que nécessaire ou de réfléchir à sa stratégie. 

### Modes de jeu
En mode solo, Dark Reign propose une campagne qui débute avec douze missions qui retracent de grande batailles opposant l’Empire et les Gardiens de la Liberté. Ces douze missions peuvent être joué avec l’un ou l’autre des deux camps et une fois celles-ci réussies, le joueur accède à une dernière bataille lors de laquelle le joueur commande les troupes de la fondation Togran et affronte l’Empire et les Gardiens de la Liberté. Ces scénarios se déroulent sur quatre types de terrains différents et proposent différents types d’objectifs comme libérer un village sous le joug de l’Empire, résister à une offensive pendant un certain temps, reprendre le contrôle d’une réserve d’eau ou simplement éradiquer tous les ennemis. Les missions de la campagne sont de difficultés croissantes et sont entrecoupées de missions d’entrainement. Contrairement au mode escarmouche, le mode campagne ne permet pas de régler le niveau de difficulté du jeu. Le mode multijoueur permet de jouer par modem, par câble série, en réseau local (IPX) ou sur Internet. Dans ce dernier cas, jusqu’à quatre joueurs peuvent s’affronter. Pour les différents scénarios, il est possible d’attribuer un handicap à un joueur, en diminuant les crédits dont il dispose au départ, et de changer certains paramètres de l’affrontement. Au cours d’un scénario, les joueurs peuvent conclure des alliances, qui leur permettent de se donner ou d’échanger des unités ou des crédits. Outre les modes solo et multijoueur, le jeu propose trois outils permettant de créer des scénarios : un éditeur de carte, un éditeur d’unité et un éditeur d’intelligence artificielle. Le premier permet au joueur de créer ses propres champs de bataille pour lesquels il peut notamment définir les différents types de terrains, le relief et la position des obstacles, des bâtiments et des objectifs. Le second permet au joueur de créer des unités, des bâtiments et des éléments d’environnements à partir de fichier 3D importés dans le jeu. Le dernier permet de modifier les paramètres de l’intelligence artificielle des unités, mais aussi de l’adversaire contrôlé par l’ordinateur.

## Développement et publication
Dark Reign est le premier jeu du studio de développement Auran. Celui-ci est fondé en 1995 par Greg Lane et Graham Edelsten, à Brisbane en Australie, avec l’idée de créer un jeu de stratégie en temps réel dans la lignée de Warcraft et Command and Conquer. Après avoir créé un premier prototype du jeu, baptisé à l’époque Corporations, ils le présentent à plusieurs éditeurs et ils signent finalement un contrat avec Activision pour financer le projet et publier le jeu.  En 1997, alors que la sortie du jeu approche, le studio compte 22 employés dont quinze dans l’équipe de développement de Dark Reign, et sept pour les fonctions de support dont le management, le marketing et la création d’un site web. Parmi les quinze développeurs, huit s’occupe de la programmation du jeu et les sept autres de la conception artistique.

## Extensions
Dark Reign bénéficie d’une extension qui est publiée par Activision sous le titre Rise of the Shadowhand en mars 1998. L’extension ajoute deux nouvelles factions qui constituent des déclinaisons des deux factions du jeu original, avec le Shadowhand pour l’Empire et le Xedite pour les Gardiens de la liberté. Les deux factions se voient dotées de nouvelles unités mais conservent les spécificités de celles du jeu original, l’Empire s’appuyant principalement sur les unités blindées et les Gardiens de la liberté sur les tactiques de harcèlement. Les cinq nouvelles unités de l’Empire sont ainsi majoritairement des véhicules, avec notamment le char d’assaut Gemini dont l’équilibre entre vitesse de déplacement et puissance de feu peut être ajusté par le joueur, le bombardier Hadès et son attaque au napalm ou le dispositif EMP qui permet de réduire temporairement l’adversaire à l’impuissance en l’empêchant de contrôler son armée. De leur côté, les Gardiens de la liberté se voient renforcer par sept nouvelles unités dont notamment de l’infanterie, un transport de troupe équipé d’une tourelle laser et une nouvelle arme capable de provoquer des panne d’énergie dans la base adverse. Les deux factions se voient également doté de Terraformers capable de modifier le terrain du champ de bataille, soit en créant de nouvelle route, qui accélèrent les déplacements, soit en créant des bourbiers qui ralentissent au contraire les troupes. Chaque camp dispose enfin d’une nouvelle structure, nécessaire pour produire leurs nouvelles unités. Outre les nouvelles unités, l’extension propose deux nouvelles campagnes, composées de neuf missions, ainsi que de nouvelles cartes pour le mode multijoueur avec notamment quatre missions jouables en mode coopératif,. Elle apporte également des améliorations au moteur de jeu, à l’intelligence artificielle et à l’éditeur de scénarios, qui permet ainsi de créer des missions multijoueur,.

## Accueil

### Dark Reign
| Dark Reign            |      |        |
| Média                 | Pays | Notes  |
| Computer Gaming World | US   | 4/5    |
| Cyber Stratège        | FR   | 5/5    |
| GameSpot              | US   | 92 %   |
| Gen4                  | FR   | 5/6    |
| Joystick              | FR   | 85 %   |
| PC Gamer UK           | GB   | 92 %   |
| Compilations de notes |      |        |
| GameRankings          | US   | 83,7 % |

À sa sortie, Dark Reign est salué par le journaliste Martin E. Cirulis du magazine Computer Gaming World qui estime que s’il échoue à surpasser les ténors du genre, il s’impose néanmoins comme « un des meilleurs jeux de stratégie en temps réel disponible ». Il juge en effet que si son « système de jeu [reste] très classique », il bénéficie de « graphismes solides », d’une « bonne interface » et d’une « absence de bug », ainsi que de plusieurs innovations qui lui permettent d’être « plus qu’un simple clone sans originalité ». Parmi ces dernières, il cite tout d’abord ses champs de bataille en trois dimensions, avec différents types et niveaux de terrain qui influence  de manière inédite les déplacements et les combats. Il note également que, sans être très originale, les unités offrent quelques surprises, avec notamment différents modes de déplacements et des capacités spécifiques, comme celle de se déguiser ou de se cacher sous terre. Il ajoute finalement qu’il bénéficie d’une « interface simple et efficace », qui permet de définir précisément le comportement des unités, ainsi que d’éditeurs de carte et de scénario particulièrement robuste et d’un mode multijoueur très complet. Il déplore en revanche quelques défauts, dont la cadence de tir trop élevée des unités et le manque de variété des scénarios, qui selon lui, ne lui permettent pas de se distinguer suffisamment de ses modèles, avant de conclure que malgré toutes ses qualités, il « reste un clone de Command & Conquer », mais sans doute « le meilleur du genre ». Dark Reign est également encensé par le journaliste Jérôme Bohbot du magazine Cyber Stratège qui salue notamment la richesse de sa trame et la qualité de son système de jeu, qui offre des parties variées grâces à de nombreuses options tactiques et stratégique. Parmi les points forts du jeu, il cite d’abord son interface, qu’il juge « très facile à maitriser » malgré les nombreuses subtilités de certaines commandes. Il salue ensuite la variété des unités et les différences entre celles des deux factions, ainsi que la possibilité de leur donner des ordres précis et de configurer leur comportement. En conclusion, il juge qu’il combine un univers original à « un système de jeu parfait » renforcé par des options inédites avant d’ajouter qu’il « renouvelle véritablement le genre » et qu’il constitue « un sans-faute » promis à un gros succès . Le journaliste Thierry Falcoz du magazine Gen4 est lui aussi très enthousiaste et juge que s’il est à la fois moins complet et différent de Total Annihilation, il parvient à se faire une place à l’ombre de ce dernier et est incontestablement supérieur à Alerte rouge. Il estime en effet qu’il bénéficie de nombreuses qualités dont un scénario touffu, des missions difficiles et variées et une véritable distinction entre les unités des deux camps, qui possède des technologies, des caractéristiques et des méthodes de combat spécifiques. C’est cependant l’importance tactique donnée au terrain, l’ergonomie de son interface et ses options permettant de configurer le comportement des unités  qu’il considère comme les points forts du jeu. En conclusion, il le décrit comme « un excellent jeu », « complet, bien pensé et multijoueur » et juge que s’il est moins complet et novateur graphiquement que Total Annihilation, il obtient la seconde place des meilleurs STR du moment grâce de multiples amélioration au genre, à la qualité de sa finition, à sa jouabilité et à son excellente campagne. Dark Reign est également salué par le journaliste Bob Arctor du magazine Joystick qui estime que malgré des concurrents sérieux, le jeu « sort du lot » grâce à un mélange habile de beaucoup de bon jeux, combiné à des nouveautés qui renouvelle son gameplay, dont notamment des unités plutôt réussies et variées, les différences entre les factions, la prise en compte de l’élévation du terrain et une interface très complète. Outre ses graphismes, son ambiance sonore et sa facilité d’accès, il salue en particulier ses quatre éditeurs, qui en font « un produit unique en son genre », et son mode multijoueur équilibré et amusant, qui doit lui permettre de s’imposer comme le successeur de Warcraft II. 
Au total, Dark Reign se vend à environ 700 000 exemplaires.

### Extension
| Rise of the Shadowhand |      |       |
| Média                  | Pays | Notes |
| Computer Gaming World  | US   | 4/5   |
| GameSpot               | US   | 87 %  |
| Gen4                   | FR   | 4/5   |
| Joystick               | FR   | 67 %  |
| PC Gamer UK            | GB   | 74 %  |

## Postérité
Une suite, développée par Pandemic Studios et appelé Dark Reign 2, est publié par Activision le 30 juin 2000. Malgré un système de jeu très proche de celui du premier épisode, celui-ci est plutôt bien accueilli par les critiques qui mettent notamment en avant la qualité de son moteur 3D,.